# Torre del Almirante
La Torre del Almirante (torre de l'Almirall en català), també anomenada Torre de la Almiranta o Torre de la Infanta, és una torre de guaita situada a Algesires (Cadis), en la zona coneguda com El Polvorí, integrada al Passeig Cornisa. Va formar part del sistema de torres de vigilància costanera.

## Torre del Almirante
Durant l'Edat mitjana la torre situada en l'emplaçament de l'actual formava part del sistema de torres alimeres que protegien la costa pròxima a Al-Yazirat Al-Hadra. Aquesta torre controlava la Platja del Rinconcillo, invisible des d'Algesires, enfront de desembarcaments des de la costa de la Badia d'Algesires. S'ignora el moment en què va ser construïda i en les fonts medievals apareix per primera vegada durant el setge de la ciutat d'Algesires el 1344 per part d'Alfons XI quan la torre va ser base d'operacions de l'Almirall Egidio Boccanegra de l'esquadra genovesa. Es desconeix la seva grandària i organització interior si la posseïa pel fet que va ser arrasada el segle XVI. A principis del segle XVI tenia assignats 2 torrers, amb un sou de 500 morabatins al mes, que havien d'atalaiar de dia, i escoltar de nit.

## Bateria de la Torre de la Almiranta
Les restes que avui es conserven corresponen a una reconstrucció realitzada el segle XVII dins del pla de defensa costanera enfront dels pirates barbarescos apareixent per primera vegada en un mapa de la Badia d'Algesires de 1608. A causa de la pèrdua de la ciutat de Gibraltar el 1704 es van realitzar diverses ampliacions a la torre davant possibles incursions britàniques en la costa, i s'hi va destinar un destacament d'un Cos de Guàrdia. Més endavant, durant el segle xviii, es va mantenir en el lloc una bateria provisional artillada que va participar en els setges a Gibraltar i en la defensa de la ciutat durant la Batalla d'Algesires de 1801; la bateria estava ocupada en temps de pau per un destacament del Cos de Guàrdia compost per vuit homes, un cap i un oficial d'Infanteria establerts en una barraca de fusta molt precària; en cas de ser necessari a la dotació del Cos de Guàrdia se li podien sumar vuit homes més i un sergent d'Infanteria, així com la bateria provisional. Aquesta bateria posseïa quatre canons de 24 camuflats per un parapet de terra; aquests canons eren capaços de defensar l'entrada nord de la ciutat d'Algesires, invisible des d'ella.
Posteriorment les instal·lacions van ser reutilitzades com a polvorí fins que una explosió va destruir el fort i part de la torre. Durant el segle XX es van construir diversos nius de metralladores que encara avui es conserven.